# Embassy Hill
L'Embassy Hill è stata un costruttore britannico di Formula 1. Scuderia fondata dal bicampione del mondo Graham Hill, si iscrisse per la prima volta al campionato 1973 con il nome Embassy Racing utilizzando una Shadow e, l'anno successivo una Lola derivata dalla formula 5000, facendo segnare anche un punto nel Gran Premio di Svezia (punto assegnato al costruttore Lola).
Nella stagione 1975 fece debuttare una vettura di sua costruzione, anche se derivata da il modello Lola T370, al Gran premio del Sud Africa con Rolf Stommelen che chiuse settimo.  Il debutto ufficiale della Embassy Racing with Graham Hill con una propria vettura, denominata GH1, si ebbe nel successivo Gran Premio di Spagna dove gareggiarono per il team François Migault e Rolf Stommelen. Proprio quando il pilota tedesco era in testa al Gran Premio, la perdita dell'alettone provocò la sua uscita di pista con l'uccisione di quattro spettatori. Nel Gran premio di Monte Carlo proprio Graham Hill tentò di qualificarsi, ma senza fortuna. Questo gli fece prendere la decisione di ritirarsi dall'attività di pilota, per concentrarsi sulla gestione della squadra.
Sostituito Stommelen con Tony Brise (pupillo di Hill), la scuderia riuscì ad ottenere i suoi primi punti iridati al Gran Premio di Svezia proprio con Brise che arrivò sesto. Successivamente, il futuro campione del mondo Alan Jones, conquistò un ottimo quinto posto nel Gran Premio di Germania disputato al Nürburgring. L'incidente aereo in cui morì Graham Hill, assieme al pilota Tony Brise, determinò la chiusura della scuderia.

## Risultati in Formula 1
(Legenda) (i risultati in grassetto indicano la pole position, i risultati in corsivo indicano il giro veloce)
| Anno | Team                            | Costruttore | Vettura  | Motore                   | Gomme | Piloti           | 1   | 2   | 3   | 4   | 5   | 6   | 7   | 8   | 9   | 10  | 11  | 12  | 13  | 14  | 15  | Punti | Pos |
| ---- | ------------------------------- | ----------- | -------- | ------------------------ | ----- | ---------------- | --- | --- | --- | --- | --- | --- | --- | --- | --- | --- | --- | --- | --- | --- | --- | ----- | --- |
| 1973 | Embassy Racing                  | Shadow      | DN1      | Ford Cosworth DFV V8 3.0 | G     |                  | ARG | BRA | RSA | ESP | BEL | MON | SWE | FRA | GBR | NED | GER | AUT | ITA | CAN | USA | -     | -   |
| 1973 | Embassy Racing                  | Shadow      | DN1      | Ford Cosworth DFV V8 3.0 | G     | Graham Hill      |     |     |     | Rit | 9   | Rit | Rit | 10  | Rit | NC  | 13  | Rit | 14  | 16  | 13  | -     | -   |
| 1974 | Embassy Racing with Graham Hill | Lola        | T370     | Ford Cosworth DFV V8 3.0 | F     |                  | ARG | BRA | RSA | ESP | BEL | MON | SWE | NED | FRA | GBR | GER | AUT | ITA | CAN | USA | 1     | 12° |
| 1974 | Embassy Racing with Graham Hill | Lola        | T370     | Ford Cosworth DFV V8 3.0 | F     | Graham Hill      | Rit | 11  | 12  | Rit | 8   | 7   | 6   | Rit | 13  | 13  | 9   | 12  | 8   | 14  | 8   | 1     | 12° |
| 1974 | Embassy Racing with Graham Hill | Lola        | T370     | Ford Cosworth DFV V8 3.0 | F     | Guy Edwards      | 11  | Rit |     | NQ  | 12  | 8   | 7   | Rit | 15  |     | NQ  |     |     |     |     | 1     | 12° |
| 1974 | Embassy Racing with Graham Hill | Lola        | T370     | Ford Cosworth DFV V8 3.0 | F     | Peter Gethin     |     |     |     |     |     |     |     |     |     | Rit |     |     |     |     |     | 1     | 12° |
| 1974 | Embassy Racing with Graham Hill | Lola        | T370     | Ford Cosworth DFV V8 3.0 | F     | Rolf Stommelen   |     |     |     |     |     |     |     |     |     |     |     | Rit | Rit | 11  | 12  | 1     | 12° |
| 1975 | Embassy Racing with Graham Hill | Lola Hill   | T370 GH1 | Ford Cosworth DFV V8 3.0 | G     |                  | ARG | BRA | RSA | ESP | MON | BEL | SWE | NED | FRA | GBR | GER | AUT | ITA | USA |     | 3     | 11° |
| 1975 | Embassy Racing with Graham Hill | Lola Hill   | T370 GH1 | Ford Cosworth DFV V8 3.0 | G     | Graham Hill      | 10  | 12  | NQ  |     | NQ  |     |     |     |     |     |     |     |     |     |     | 3     | 11° |
| 1975 | Embassy Racing with Graham Hill | Lola Hill   | T370 GH1 | Ford Cosworth DFV V8 3.0 | G     | Rolf Stommelen   | 13  | 14  | 7   | Rit |     |     |     |     |     |     |     | 16  | Rit |     |     | 3     | 11° |
| 1975 | Embassy Racing with Graham Hill | Lola Hill   | T370 GH1 | Ford Cosworth DFV V8 3.0 | G     | François Migault |     |     |     | NC  |     | Rit |     |     |     |     |     |     |     |     |     | 3     | 11° |
| 1975 | Embassy Racing with Graham Hill | Lola Hill   | T370 GH1 | Ford Cosworth DFV V8 3.0 | G     | Tony Brise       |     |     |     |     |     | Rit | 6   | 7   | 7   | 15  | Rit | 15  | Rit | Rit |     | 3     | 11° |
| 1975 | Embassy Racing with Graham Hill | Lola Hill   | T370 GH1 | Ford Cosworth DFV V8 3.0 | G     | Vern Schuppan    |     |     |     |     |     |     | Rit |     |     |     |     |     |     |     |     | 3     | 11° |
| 1975 | Embassy Racing with Graham Hill | Lola Hill   | T370 GH1 | Ford Cosworth DFV V8 3.0 | G     | Alan Jones       |     |     |     |     |     |     |     | 13  | 16  | 10  | 5   |     |     |     |     | 3     | 11° |